# Sułkowa
Sułkowa – część wsi Wołowice w Polsce położona w województwie małopolskim, w powiecie krakowskim, w gminie Czernichów. Leży w starorzeczu Wisły.
Dawniej samodzielna miejscowość i gmina jednostkowa.
W latach 1975–1998 należała administracyjnie do województwa krakowskiego.